# Mazda CX-7

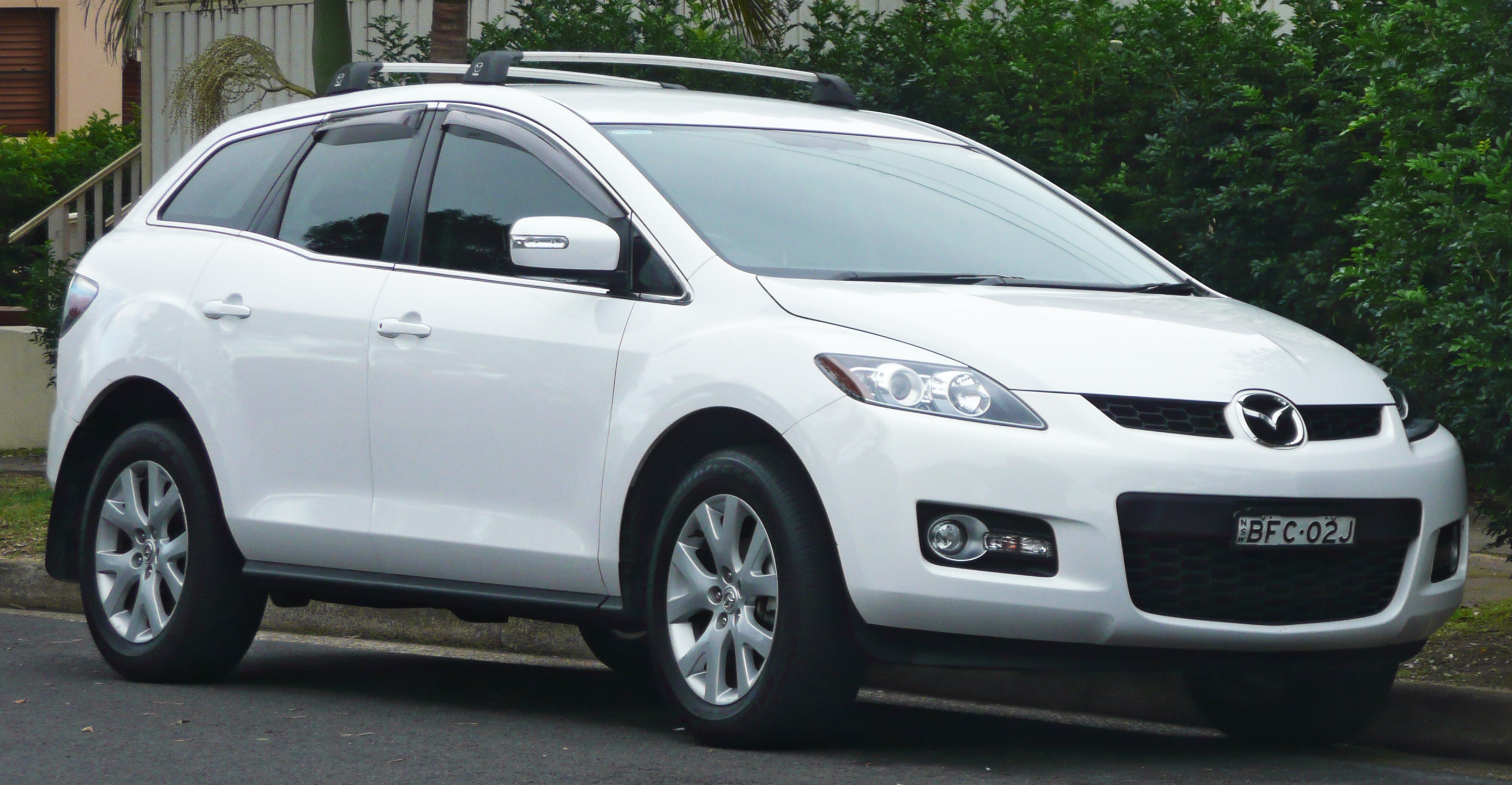
Mazda CX-7 (2006—2010)

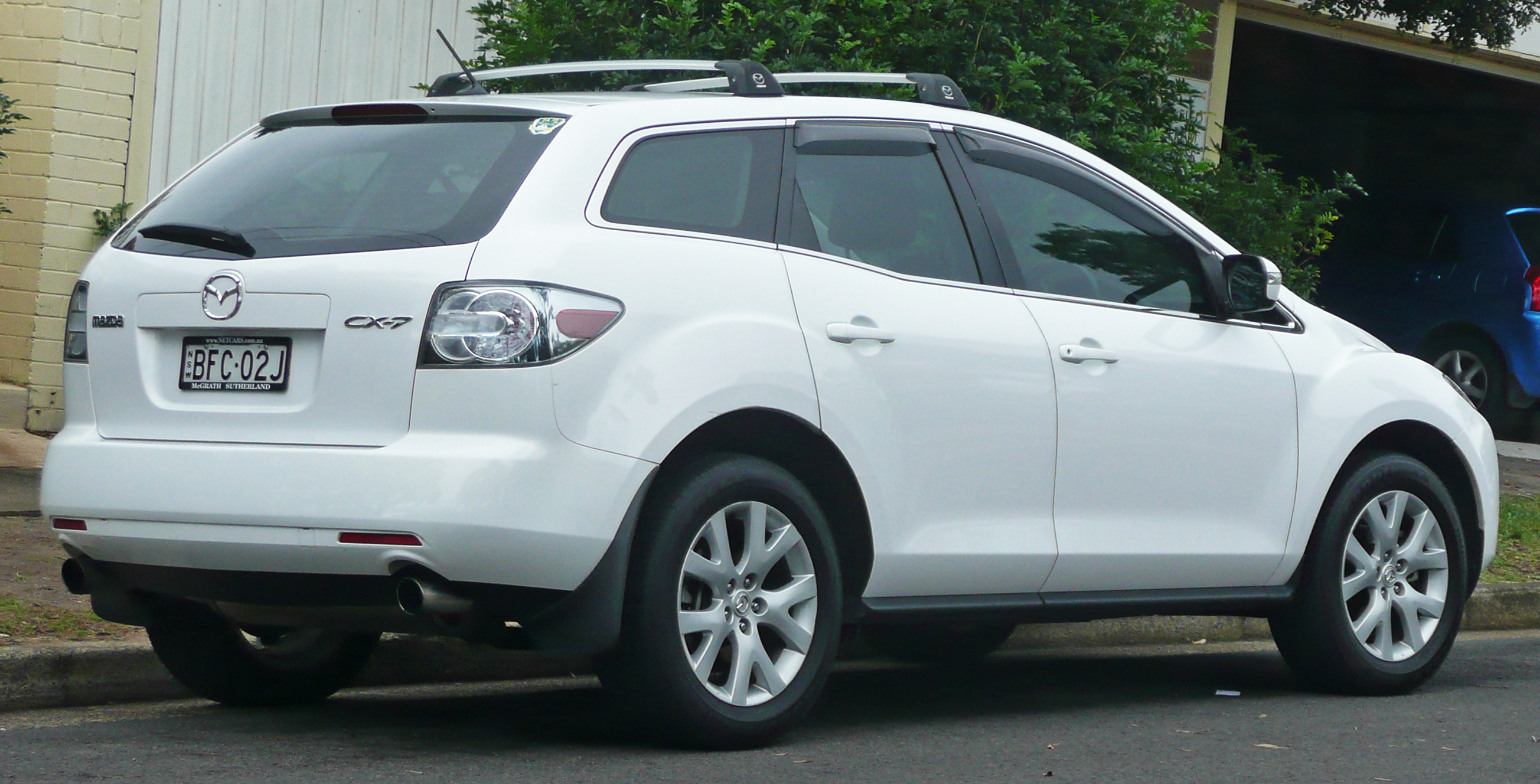
Mazda CX-7

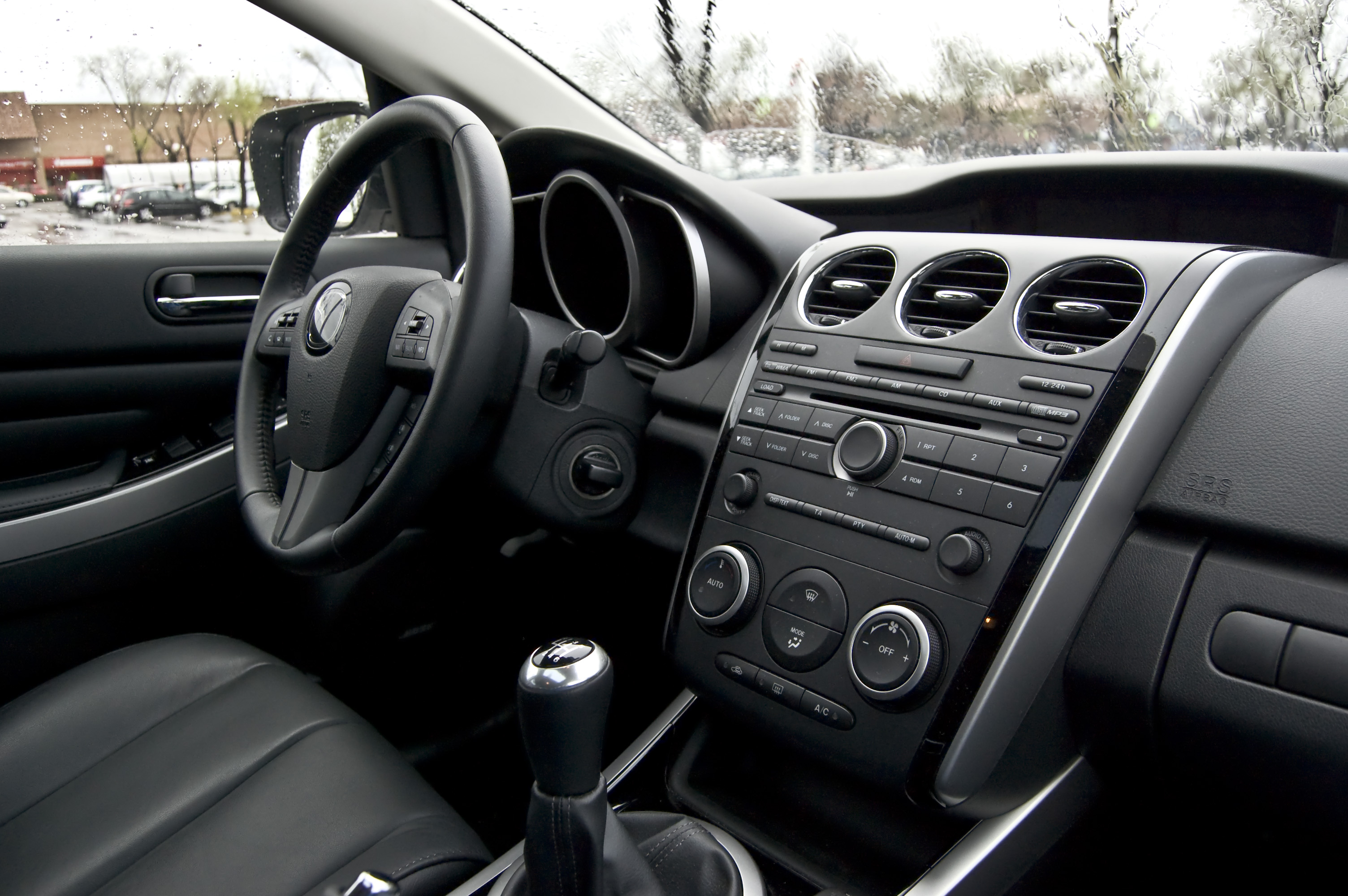
Mazda CX-7

Mazda CX-7 — середньорозмірний кросовер японського автомобільного концерну Mazda.
Автомобіль вперше був представлений в січні 2006 року на автосалоні в Лос-Анджелесі. Виробництво почалося навесні 2006 року на заводі Mazda в японському місті Хіросіма.
У 2010 році автомобіль пережив рестайлінг, в ході якого на ринку крім повнопривідної версії з двигуном 238 к.с. з'явилася передньопривідна версія з двигуном 2,5 л потужністю 161 к.с.

## Конструкція
Mazda CX-7 побудована на новій платформі, однак майже всі компоненти запозичені у інших моделей. Передня підвіска — від мінівена Mazda MPV, задня підвіска — злегка модифікована підвіска від моделі Mazda 3, один з двигунів 2.3 л MZR turbocharged — від Mazda6 MPS, але дефорсований до 238 к.с., звідти ж і повноприводна трансмісія з багатодисковою електронно-керованою муфтою в приводі задніх коліс. Коробка передач являє собою 6-ступінчасту АКПП Active matic з режимом ручного перемикання або 6-ступінчасту МКПП.
За словами шеф-дизайнера концерну Mazda Івао Коїдзумі, зовнішність моделі CX-7 він придумав, перебуваючи у фітнес-центрі. Екстер'єр кроссовера якраз являє приклад спортивного підходу до створення міського повнопривідного автомобіля, і зовнішність машини багато в чому перегукується з інтер'єром.
Усі моделі Mazda CX-7 оснащені такими стандартними системами безпеки, як: контроль стабільності, антиблокувальні гальма, система допомоги при гальмуванні та моніторинг тиску в шинах. Крім того, переднього пасажира та водія захищатимуть передні та бокові подушки безпеки, а бокові завіси захищатимуть обидва ряди сидінь. 

### Двигуни
- 2.3 л MZR turbocharged I4 235-256 к.с.
- 2.5 л MZR I4 161 к.с.
- 2.2 л Diesel I4 170 к.с.